# 여경엽
여경엽(余璟燁, 일본어: 富本淸正, 1890년 6월 ~ ?)은 일제강점기의 경찰 출신 기업인이다.

## 생애
경상남도 하동군의 부호 가문 출신이다. 일본에 유학하여 1913년에 메이지 대학 법과를 졸업했다.
학교 졸업 후 귀국하여 1914년에 조선총독부 경부에 임명되면서, 경상남도 경무부 진해경찰서와 삼천포경찰서에서 경찰 간부로 재직했다. 경찰로 오래 근무하지 않고 퇴관한 뒤, 1910년대 후반부터는 기업인으로 활동했다.
남일물산주식회사 전무취체역, 경상합동은행 하동지점 지배인 등을 지냈다. 이 가운데 남일물산은 하동 지역의 유명한 기업인이며 조선총독부 중추원 참의를 지낸 이은우가 운영한 회사이다. 1930년대에는 여경엽의 장남이 이사를 맡기도 했다.
기업인으로 일하면서 고향인 하동에서 지역 유지로도 활동했다. 하동군 하동면장을 맡았고, 하동군농회 부회장, 하동면협의회 협의회원, 하동군 학교평회 평의회원, 하동군 농촌지도위원, 하동군 소작위원회 위원을 지냈다. 경상남도 도평의회 평의회원도 역임했다.
2008년 민족문제연구소가 발표한 친일인명사전 수록예정자 명단 중 경찰 부문에 포함되었다.

## 참고자료
- 여경엽(余璟燁) - 국사편찬위원회